# Светске женске игре
Светске женске игре су међународно мултиспортско такмичење, које је било покренуто због тога што су жене биле мало заступљене на Летњим олимпијским играма. Организовале су их Францускиња Alice Milliat и Међународни спортски савез жена (фр. Fédération Sportive Féminine Internationale (ФСФИ). Alice Milliat је била пионир женског спорта у Француској и широм света. Лобирала је у укључивање женског спорта на Летње олимпијске игра.
Игре у почетку су носиле назив "олимпијске" све док се није успротивио Међународни олимпијски комитет (МОК), после чега су промениле у Светске женске игре.
Одржале су се четири пута између 1922. и 1934. године.

## Олимпијске женске игре 1922.
Прве Олимпијске женске игре одржане су у Паризу. Трајале су један дан, а 18 спортисткиња се такмичило у атлетици пред 20.000 гледалаца.

## Олимпијске женске игре 1926.
Друге Олимпијске женске игре одржане су у Гетеборгу у Шведској. Такмичиле су се атлетичарке из 10 земаља, међу којима је био и Јапан.

## Светске женске игре 1930.
Треће светске женске игре одржане су у Прагу. МОК је упутио приговор ФСФИ што користи у назив „олимпијске“ у називу својих игара. Зато су се МОО и ИААФ (Међународна асоцијација атлетских федерација) сложили да се атлетска такмичења за жене одрже на Летњим олимпијским играма 1928. у Амстердаму. Сложили су се и са тим да се на Олимпијске игра 1928, укључе само нека такмичења и то само демонсрационо.
ФСФИ није задовољила ова одлука и више нису користиле у називу „олимпијске“ за своје игре, него су овој пут организовали 3. Светске женске игре у Прагу. Игре су трајале од 7. до 9. септембра 1930. године. Учествовало је више од 200 такмичарки из 17 земаља. Такмичење је одржано пред више од 15.000 гледалаца.

## Светске женске игре 1934.
Четврте Светске женске игре одржане су у Лондону 1934. године.

## После игара
После дуготрајних договарања између ФСФИ с једне стране и МОК и ИААФ са друге, ФСФИ и једна ИААФ комисија су се договориле да би ИААФ требало да преузме контролу над свим међународним женским атлетским такмичењима, а да ИААФ заузврат призна све ФСФИ рекорде, да се уврсти цели програм женских олимпијских такмичења и да ИААФ одржи пете светске женске игре у Бечу 1938. године. Конгрес ИААФ из 1936. године пристао је да призна све ФСФИ рекорде, али што се тиче олимпијских игара, једино је пристао предложити МОК мало проширени програм олимпијских такмичења (МОК је то одбио) а одржати програм женских такмичења као Европско првенство 1938. уместо светских женских жена. ФСФИ је престао да постоји а да притом није никад прихватио нити одбио ИААФ предлоге.